# MARI (グラビアアイドル)
MARI（まり、1984年4月23日 - ）は、東京都出身の元グラビアアイドル。ディスカバリー・エンターテインメントに所属していた。
フジテレビの深夜番組『SDM発!』のオーディション企画で選ばれた初代フジムスメ。2005年2月14日に本名である下村 真理（しもむら まり）から改名した。

## 主な活動

### 写真集
1. Marilyn2004 2004年2月 アスコム （下村真理名義） ISBN 978-4-7762-0141-0
2. ヤングマリリン 2004年7月1日 講談社（下村真理名義） ISBN 978-4-06-364593-4
3. will you Marry me 2004年12月9日 ワニブックス （下村真理名義） ISBN 978-4-8470-2838-0
4. 月刊 MARI reborn from 下村真理 2005年3月10日 新潮社 ISBN 978-4-10-790140-8

### DVD
1. SDM発! PRESENTS フ・ジ・ム・ス・メ 2003年12月17日 ポニーキャニオン （下村真理名義）
2. Your Marilyn 2004年8月4日 キングレコード （下村真理名義）
3. Mari's TV  2004年12月15日 ポニーキャニオン （下村真理名義）
4. Birth～誕生～ 2005年3月25日 竹書房
5. Beach Angels MARI in ランカウイ 2005年4月21日 バップ
6. 月刊 MARI 2005年7月29日
7. SILK SKIN 2 2006年1月20日
8. Some like it HOT! 2006年3月20日 ラインコミュニケーションズ
9. お・ま・た・せ 2007年7月25日 ジーオーティー
10. MARI 2007年11月16日 日本メディアサプライ
11. 宇宙漫遊記 バトルプリンセス ミツカ 前編 2010年1月22日 ZENピクチャーズ （真理名義）
12. 宇宙漫遊記 バトルプリンセス ミツカ 後編 2010年2月12日 ZENピクチャーズ （真理名義）

### CM
- プロミス 2004年12月 -
- HEIWA CR南国育ち 他 2010年4月 -

### ドラマ
- 下北GLORY DAYS（2006年6月）
- アキハバラ@DEEP（2006年）
- 結婚できない男（2006年7月）

### バラエティ
- グラビアの美少女（MONDO21）
- アジアの純情（2004年1月 - 3月、フジテレビ）
- グッピー!!（2005年、よみうりテレビ） - 「ザ・流出ショック!! アイドル危機一髪」ターゲットゲスト

### その他
- ザマギの「くらっ」のPVに出演（2005年）

### ゲーム
- METAL GEAR SOLID 3 SNAKE EATER（2004年、コナミ）- 牢屋のポスター